# Seat Leon III
| Sterne im Euro NCAP-Crashtest | Sterne im Euro NCAP-Crashtest |

Der Seat Leon III (Typ 5F) ist ein Kompaktklassefahrzeug von Seat.
Das auf dem Pariser Autosalon vorgestellte Modell kam am 24. November 2012 zu den Händlern. Es basiert wie der VW Golf VII, der Audi A3 8V und der Škoda Octavia III auf dem modularen Querbaukasten.
Der Leon III ist rund 5 cm kürzer als sein Vorgänger, hat jedoch einen um 6 cm vergrößerten Radstand. Dadurch entstand ein Kofferraumvolumen von 380 Litern (40 Liter mehr als im Vorgänger). Das Gewicht reduzierte sich um etwa 90 Kilogramm.
Seat bietet für den Leon III Benzin- und Dieselmotoren mit Turbolader (TSI und TDI) sowie eine Erdgasvariante (TGI) an. Die bisherige Einstiegsmotorisierung, der 1.4 16V mit 63 kW (85 PS), entfällt zugunsten des bereits im Volkswagen-Konzern bekannten 1.2 TFSI (TSI) mit ebenfalls 63 kW. Der Leon III ist mit Halogen- oder Voll-LED-Scheinwerfern erhältlich. Xenonscheinwerfer sind nicht lieferbar.
Im Leon III führt Seat außerdem sein neues Easy-Connect-Multimedia-System ein. Zu den neuen Assistenzsystemen gehören unter anderem eine Müdigkeitserkennung, ein Spurhalteassistent, eine Automatische Distanzregelung, eine Verkehrszeichenerkennung und ein Fernlichtassistent.
Vom Leon III wurden bis 2020 über eine Million Fahrzeuge verkauft.

## Varianten

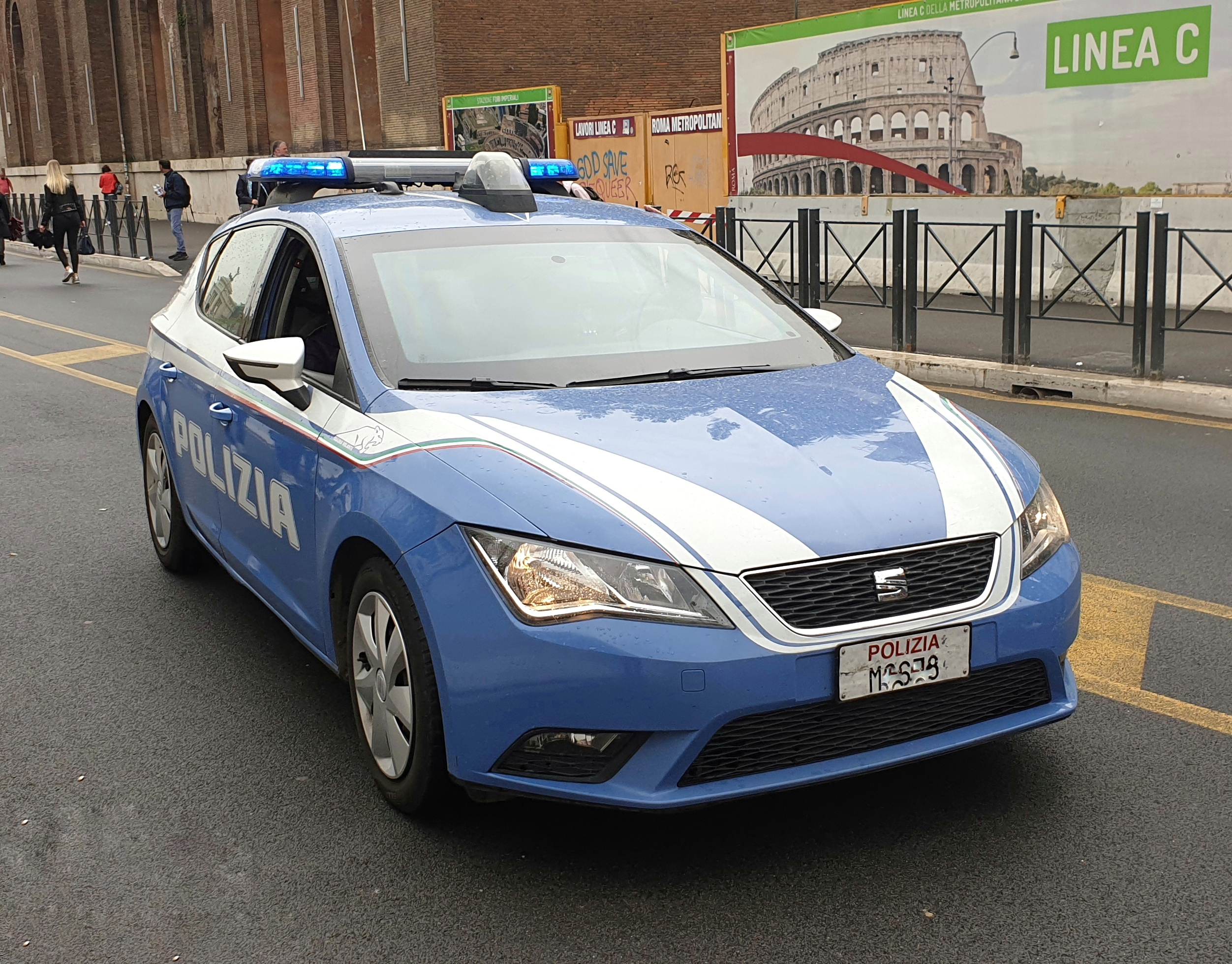
Seat Leon Style als Streifenwagen der italienischen Polizei

Die dritte Generation des Seat Leon gibt es zusätzlich zum fünftürigen Schrägheck erstmals seit Mitte 2013 auch als dreitürige Variante (SC). Im September 2013 stellte Seat den Kombi Leon ST auf der 65. IAA in Frankfurt am Main vor. Sein Kofferraum hat ein Volumen von 587 bis 1470 Litern. Er war ab 2014 erhältlich.
Ab April 2014 gab es den Kombi auch mit Allradantrieb (4Drive). Er ist nach dem 1.8T, 1.9 TDI 110 kW und Cupra V6 der ersten Generation der erste Seat Leon, der mit Allradantrieb ausgestattet ist.

### Cupra

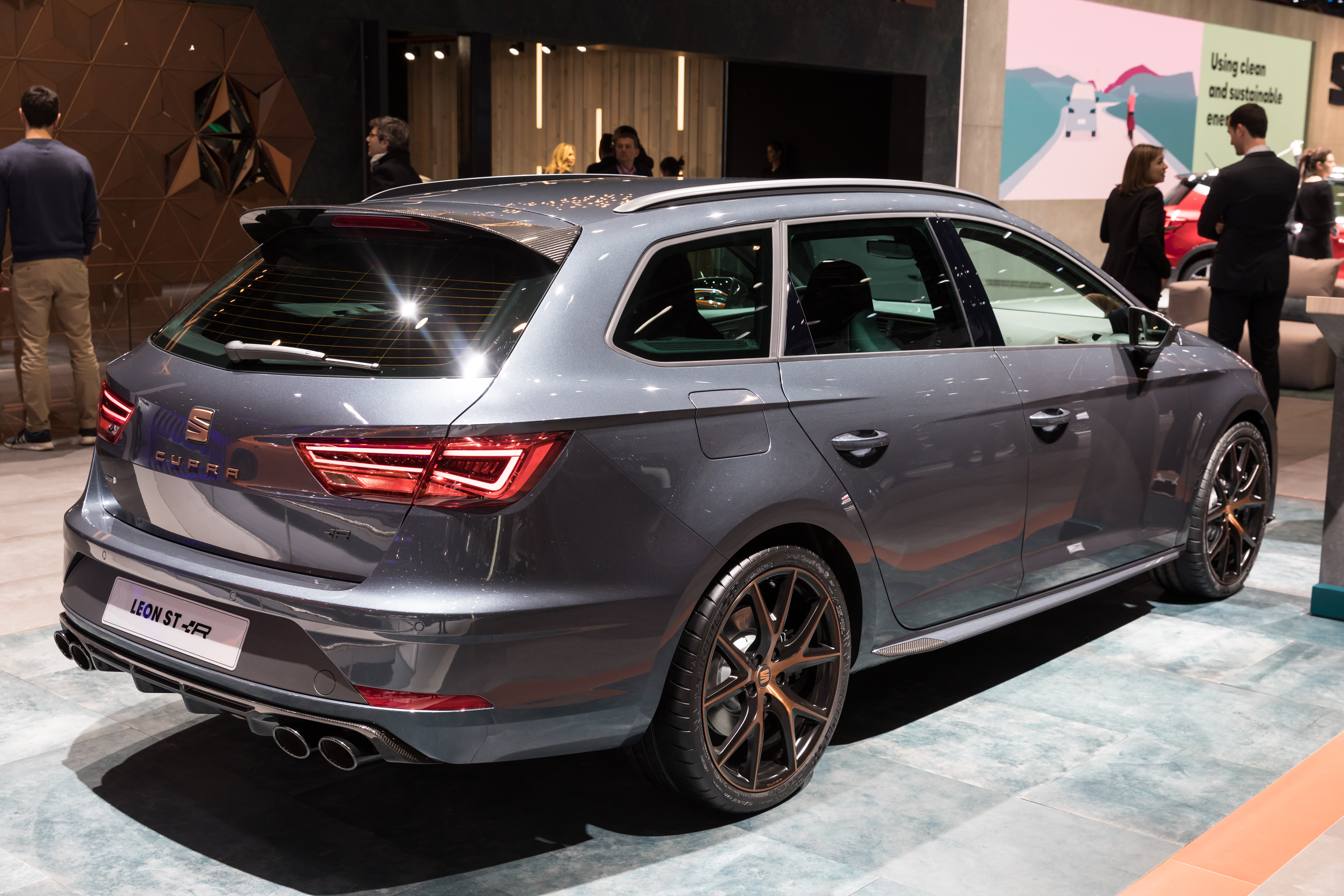
Leon ST Cupra R

Der Leon Cupra kam im März 2014 in den Verkauf.
Ab März 2015 gab es außerdem den Leon ST als Cupra-Variante mit den vom Leon SC Cupra und Leon Cupra bekannten 265 bzw. 206 kW/280 PS. Ab August 2015 wurde die Leistung dieses Motors auf 290 PS (statt 280 PS) erhöht.
Ab Februar 2017 wurden alle Cupra-Varianten nur noch mit einem 300 PS starken Motor angeboten – zusätzlich ist die ST-Version (Kombi) auch mit Allradantrieb (4Drive) erhältlich.
Auf der IAA im September 2017 präsentierte Seat den Leon Cupra R. Das auf 799 Exemplare limitierte Sondermodell wird seit November 2017 nur als Fünftürer angeboten. Die Leistung wurde gegenüber dem Cupra um 10 PS auf 310 PS gesteigert.
Ab Mitte 2018 wurde das Sondermodell Seat Leon Cupra ST 370 mit 370 PS ausschließlich in der Schweiz angeboten. Das Sondermodell verfügt über eine exklusive Sonderausstattung, dazu gehören eine Sportauspuffanlage mit 4-fach Endrohr, 19″ Aluminium Felgen CUPRA R, Heckdiffusor, Seitenschweller und Frontspoiler-Lippe mit Kohlenfaser-Akzenten, außerdem Schalensitze in Alcantara sowie eine gegen Aufpreis erhältliche Brembo-Bremsanlage mit schwarz lackierten Bremssätteln.
Anfang 2019 wurde der Seat Leon Cupra (5-Türer) und der Seat Leon Cupra ST (Kombi) nur noch mit 290 PS und 7-Gang-DSG (vormals 6-Gang-DSG oder manuell geschaltetes Getriebe) angeboten. Der Seat Leon Cupra SC (3-Türer) entfiel ersatzlos. Der Grund der Leistungssenkung war der Ottopartikelfilter, der aufgrund des WLTP-Testzyklus verbaut werden musste. Einzig der Seat Leon Cupra ST 4Drive (Kombi mit Allradantrieb und 7-Gang DSG) war mit 300 PS und mit Ottopartikelfilter erhältlich.

## Ausstattungslinien
In Deutschland werden die Ausstattungslinien Leon (Grundausstattung), Reference, Style, FR (Formula Racing),  Xcellence, Connect sowie die Sportvarianten Cupra 265 und Cupra 280 angeboten. Die beiden Sportvarianten Cupra waren anfangs nur beim Leon SC und Leon Fünftürer erhältlich, seit dem 7. März 2015 sind sie auch beim Kombi ST erhältlich. In der X-Perience-Ausstattungslinie gibt es den ST außerdem mit Allradantrieb. Ab der Modellpflege Anfang 2017 wurde zusätzlich die auf Komfort ausgelegte Ausstattungslinie Xcellence angeboten.
Alle Fahrzeuge sind serienmäßig mit Sicherheitssystemen wie sieben Airbags sowie ABS, ESC und ASR ausgestattet.

## Modellpflege
Im Januar 2017 erhielt der Leon ein dezentes Facelift, das eine neu geformte Frontstoßstange mit einem um 40 mm verlängerten Kühlergrill und neu gestalteten LED-Scheinwerfern umfasste. Zu den neuen Motoroptionen gehörten ein 1,0-Liter-Dreizylinder-Turbobenziner mit 85 kW (115 PS) und ein 1,6-Liter-Diesel mit 85 kW (115 PS). Zu den Änderungen im Innenraum gehörten eine elektrische Feststellbremse mit serienmäßiger Berganfahrhilfe, sowie ein größeres 8-Zoll-Touchscreen-Infotainmentsystem mit Apple CarPlay, Android Auto und MirrorLink.
Bei den Sicherheitssystemen ist neu die Verkehrszeichenerkennung, das Fußgängerschutzsystem und Toter-Winkel-Warner. Ebenfalls erhältlich war der Stauassistent, der es dem León ermöglicht, im Stau bis zu einer Geschwindigkeit von 60 km/h automatisch zu beschleunigen und zu bremsen. Das schlüssellose „Kessy“ automatische Schließ- und Startsystem von SEAT war eine weitere verfügbare Ausstattung. Außerdem wurde eine neue Ausstattungsvariante XCELLENCE eingeführt.

## Geschichte
- 09/2012: Präsentation des Leon III auf dem Pariser Autosalon
- 11/2012: Einführung des Leon mit fünf Türen
- 06/2013: Einführung des dreitürigen Leon SC
- 11/2013: Einführung des Leon ST
- 03/2014: Einführung des Leon Cupra 265 /Cupra 280
- 10/2014: Einführung des Leon ST X-Perience (4Drive)
- 03/2015: Einführung des Leon ST Cupra
- 11/2015: Einführung des Leon Cupra 290 (alle Varianten)
- 10/2016: Premiere des Facelift (Auslieferung ab 01/2017)
- 02/2017: Einführung des Leon Cupra 300 (alle Varianten)
- 11/2017: Einführung des Leon Cupra R (nur Fünftürer)
- 12/2017: Einführung des Leon Cupra R ST (nur Kombi)
- 04/2020: Marktstart des Leon IV[4]

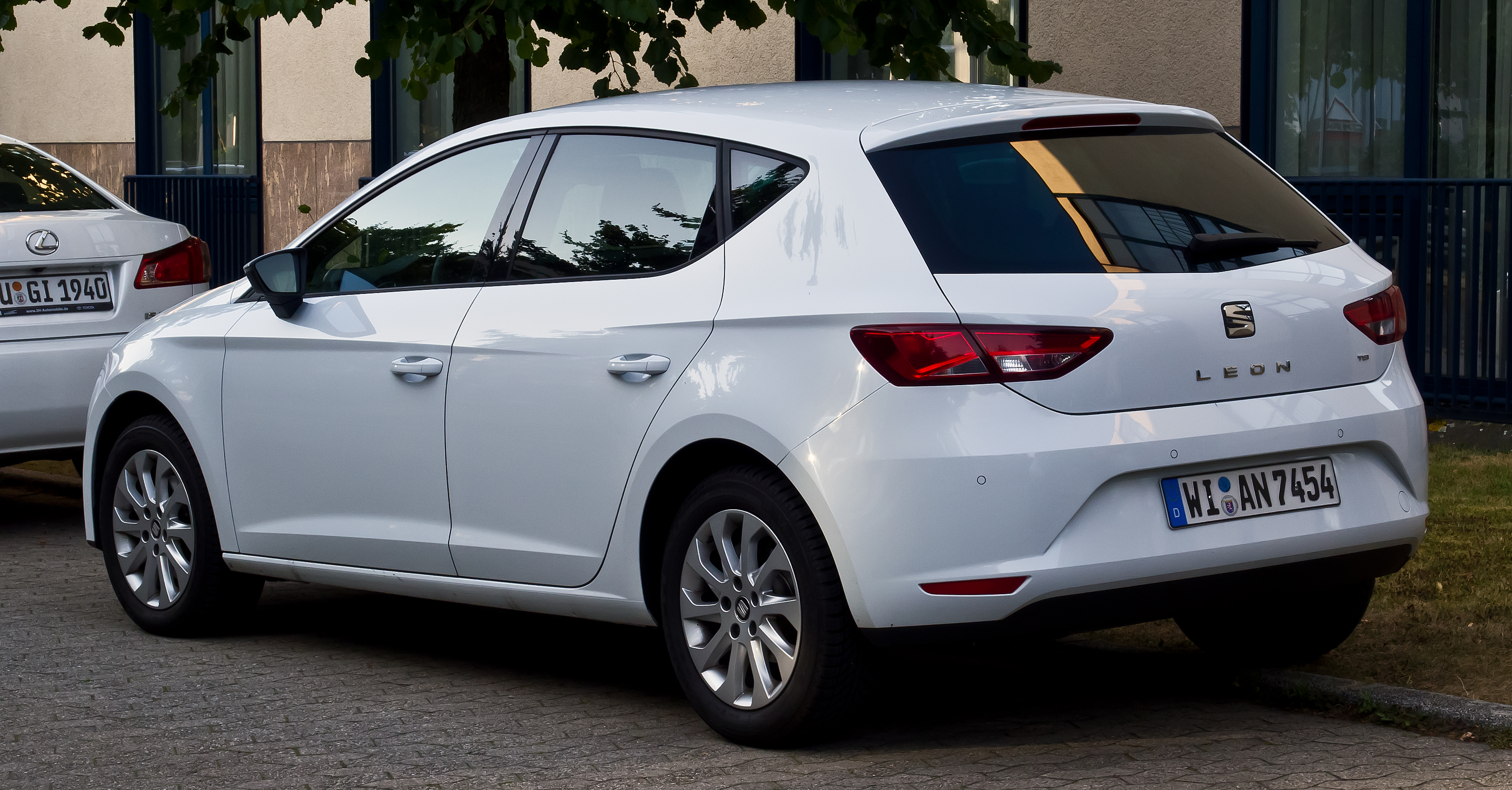
Heckansicht
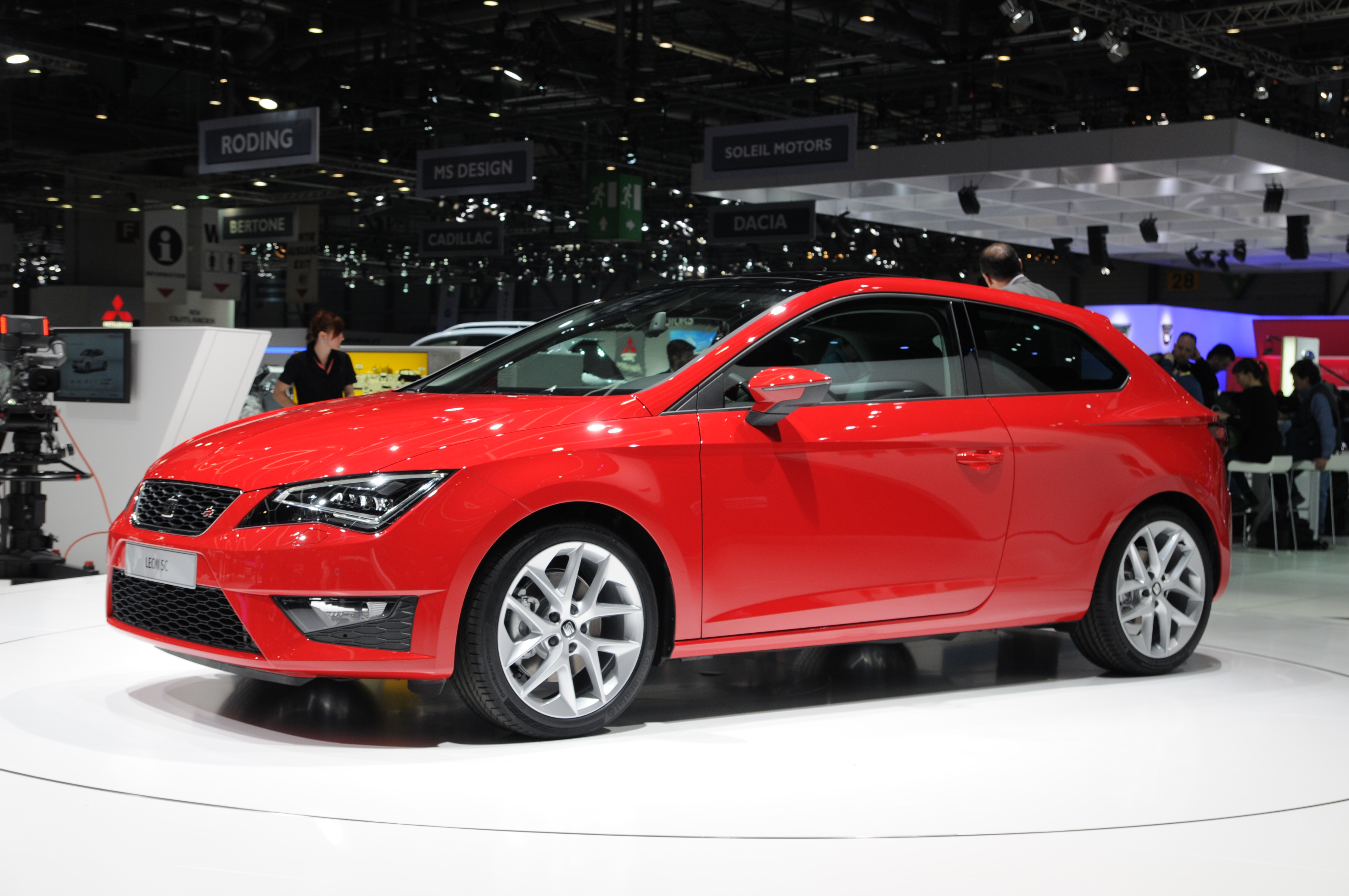
Seat Leon SC (2013–2018)
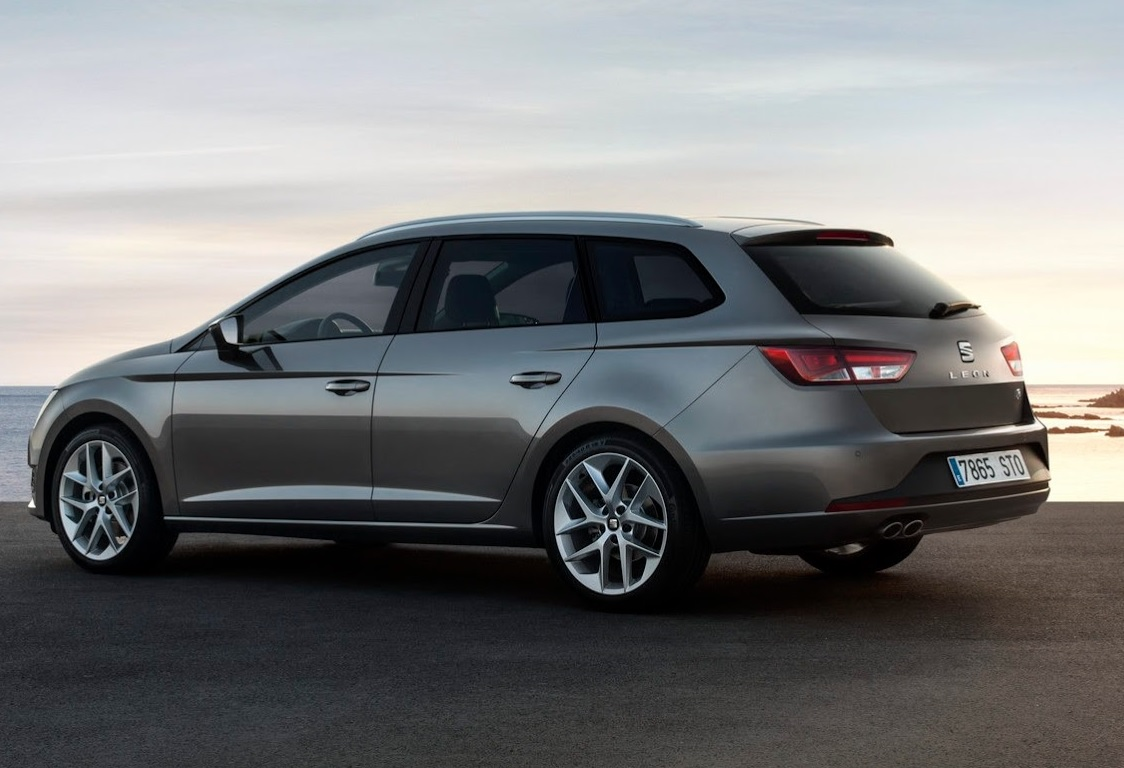
Seat Leon ST (2013–2020)
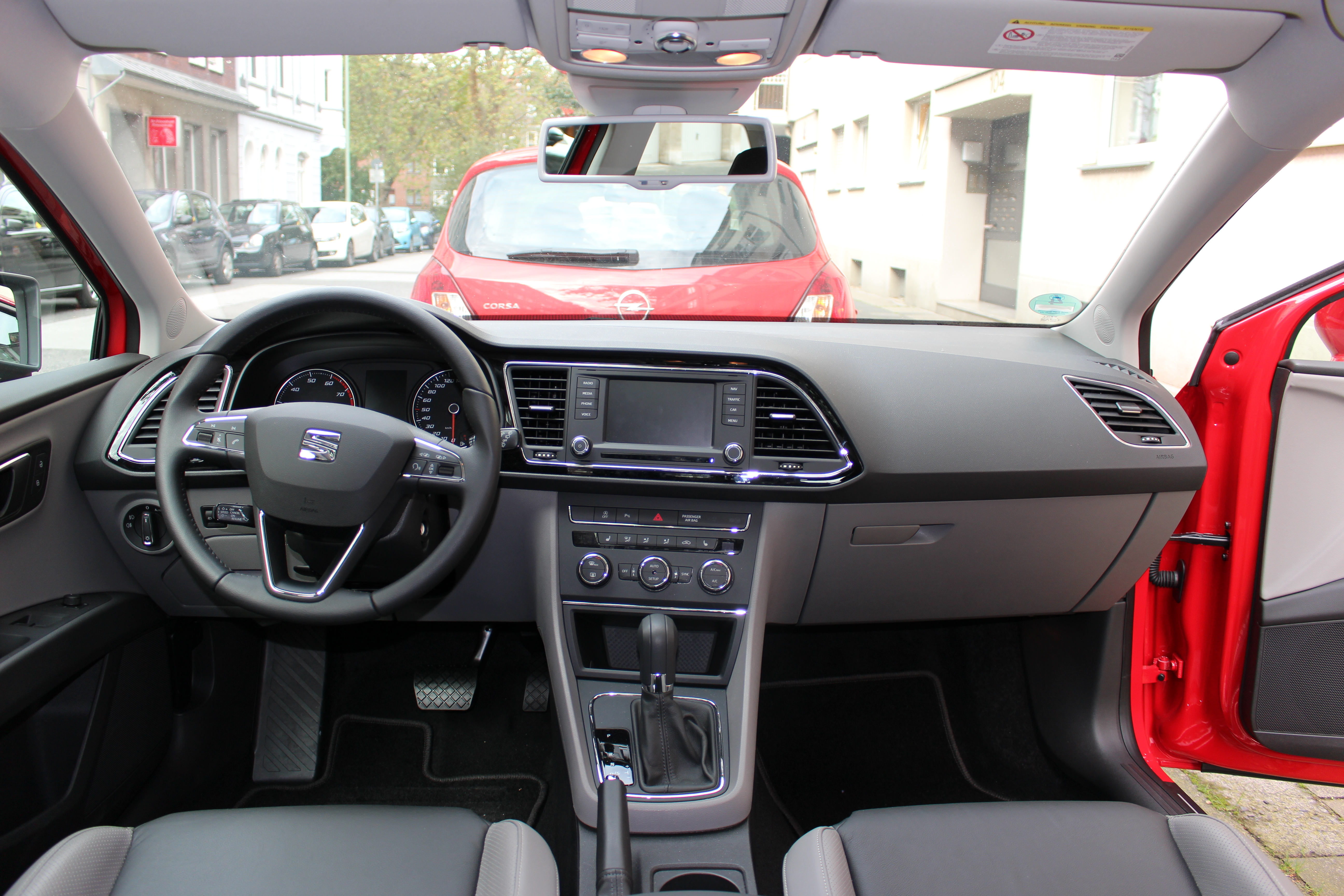
Innenraum Leder Schwarz/Grau
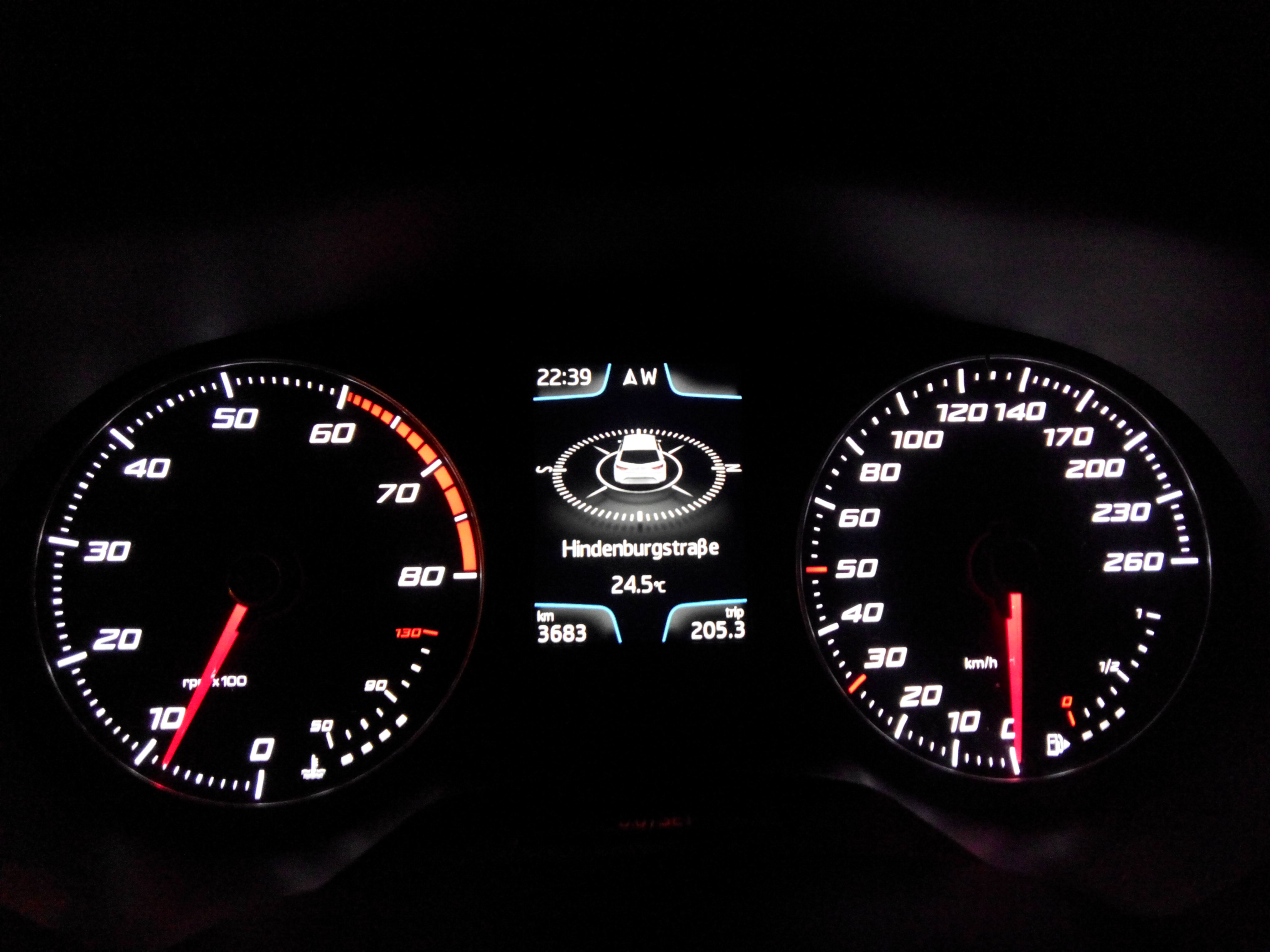
Kombiinstrument
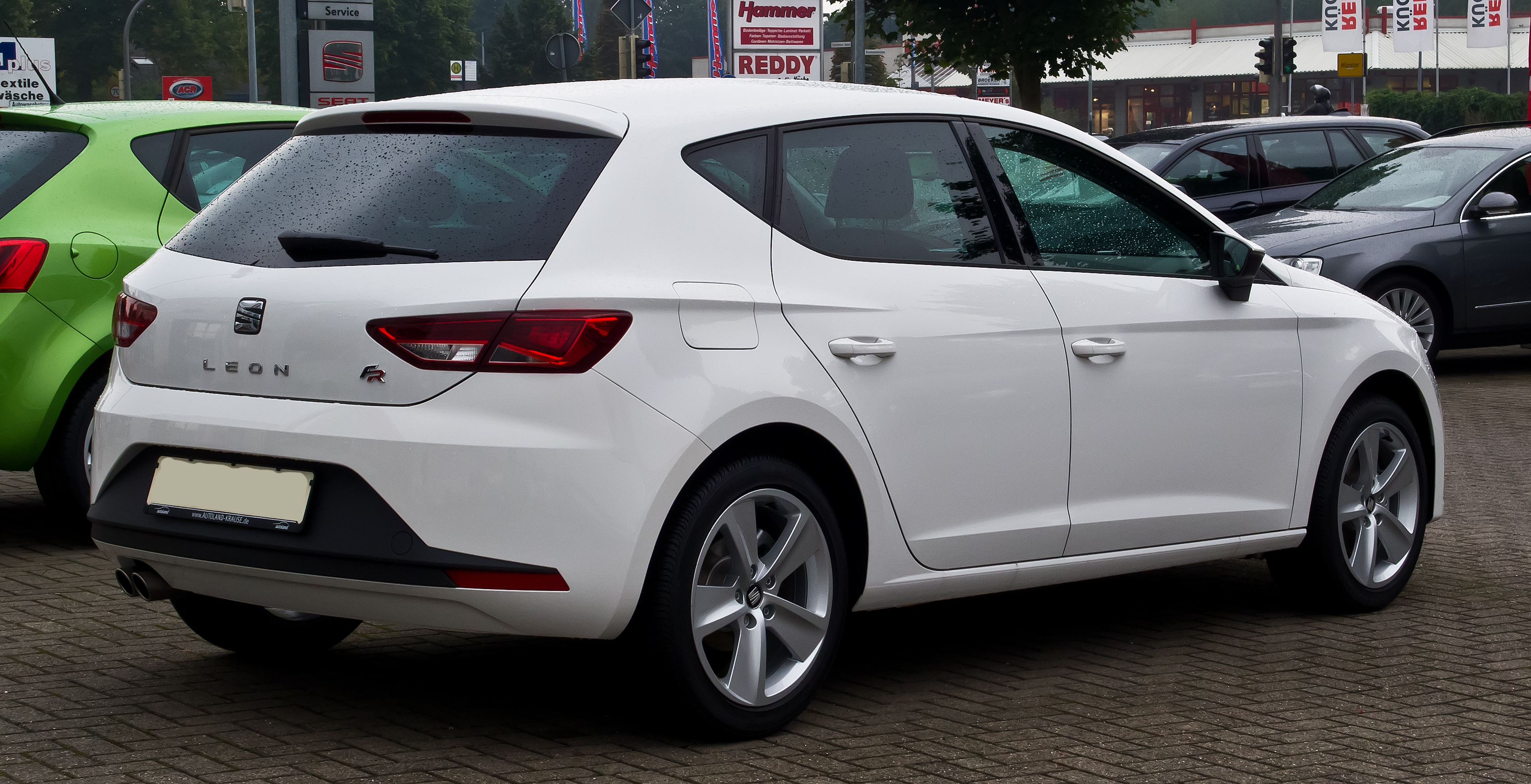
Seat Leon FR (2013–2020)
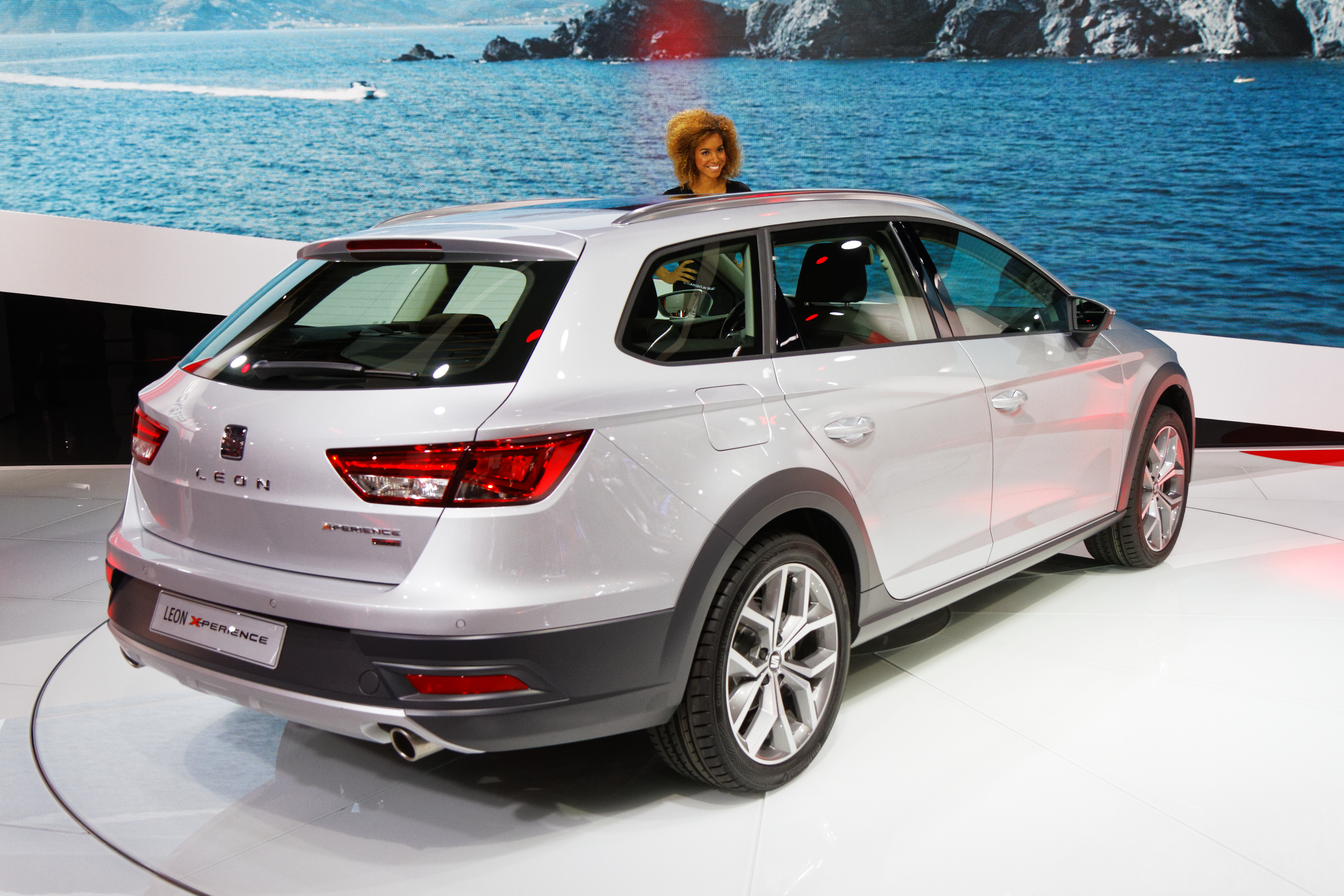
Seat Leon X-Perience (2014–2020)

### Leon Cupra

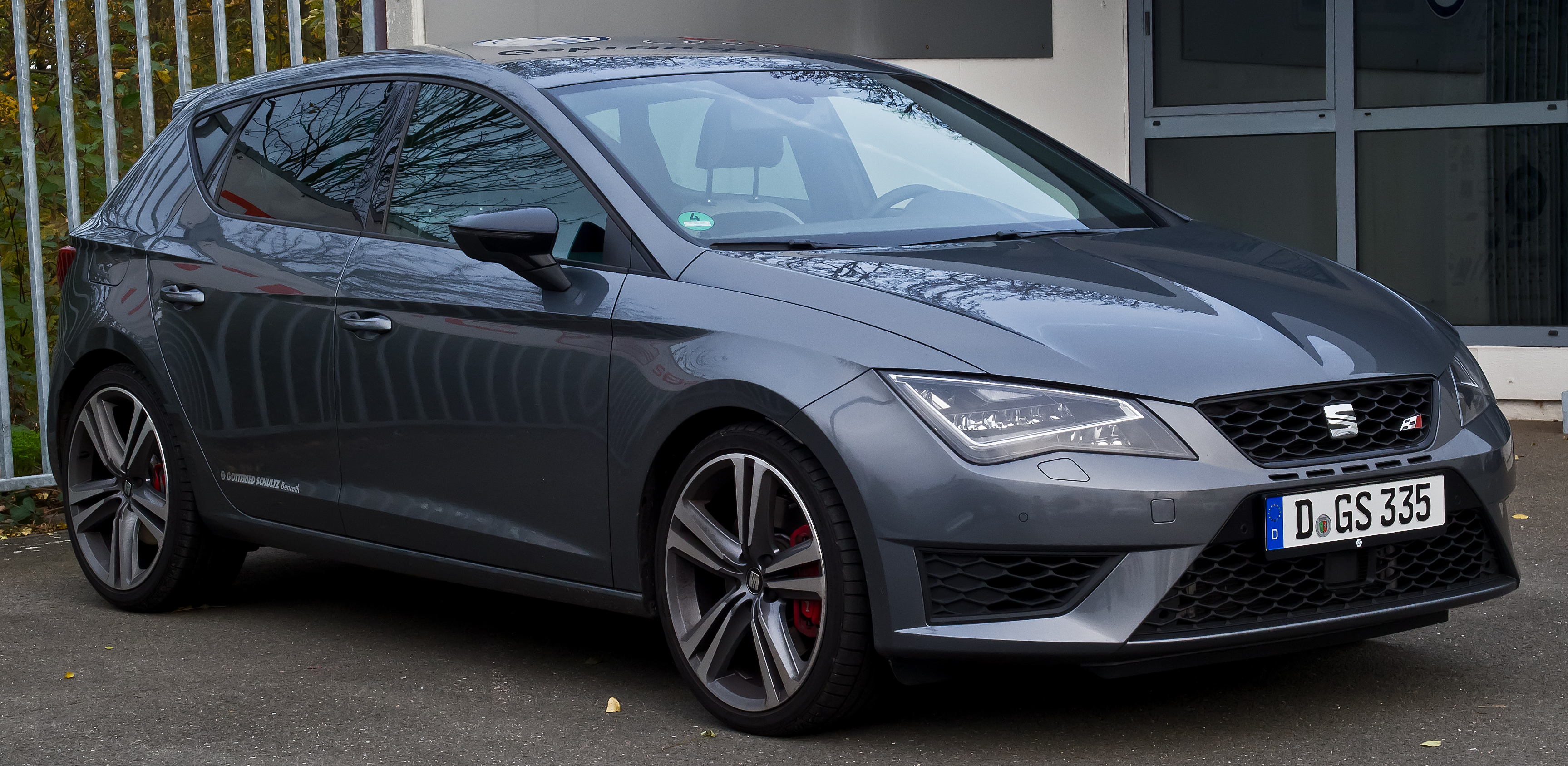
Seat Leon Cupra 280 (2014–2015)
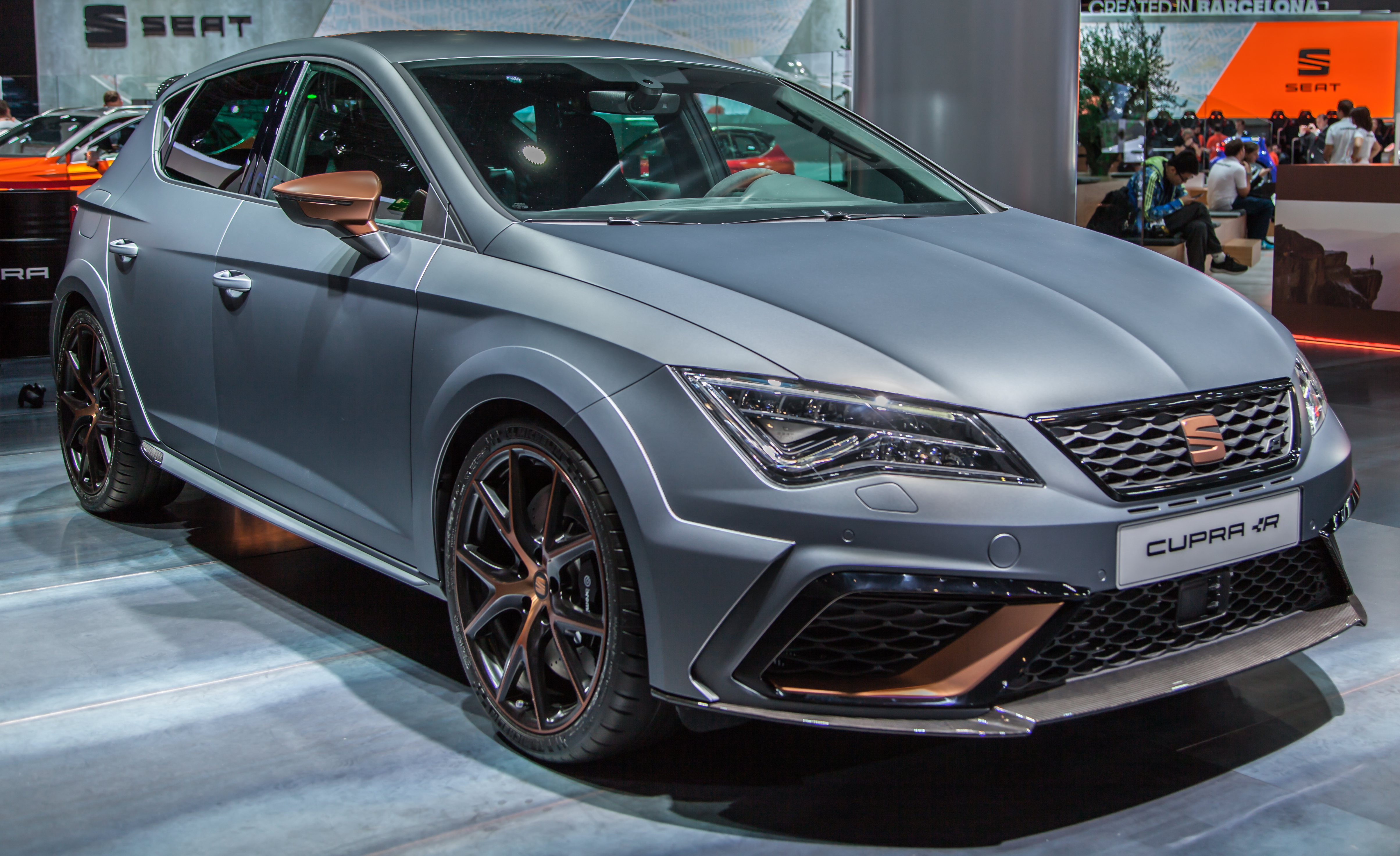
Seat Leon Cupra R (2017–2018)
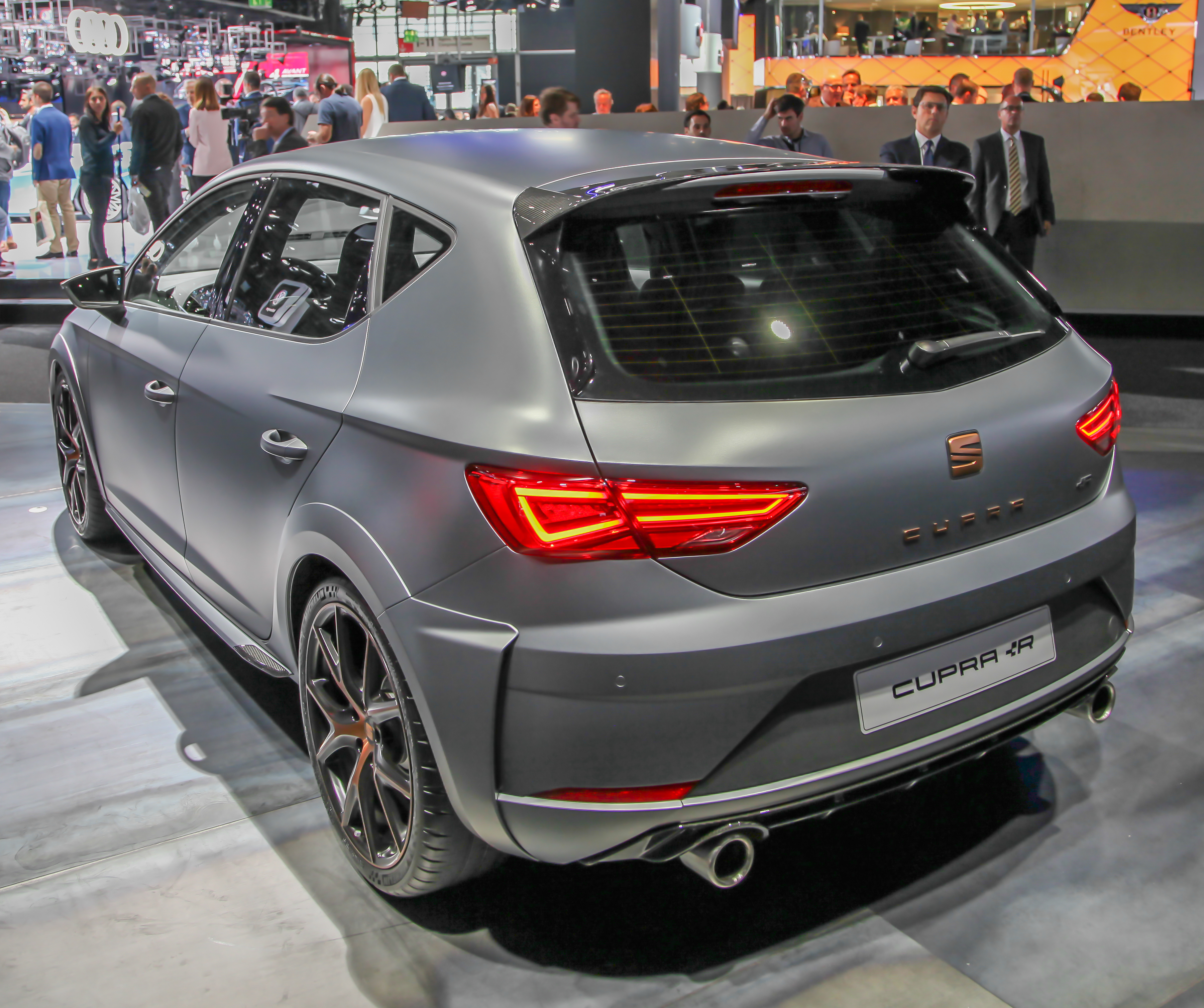
Heckansicht
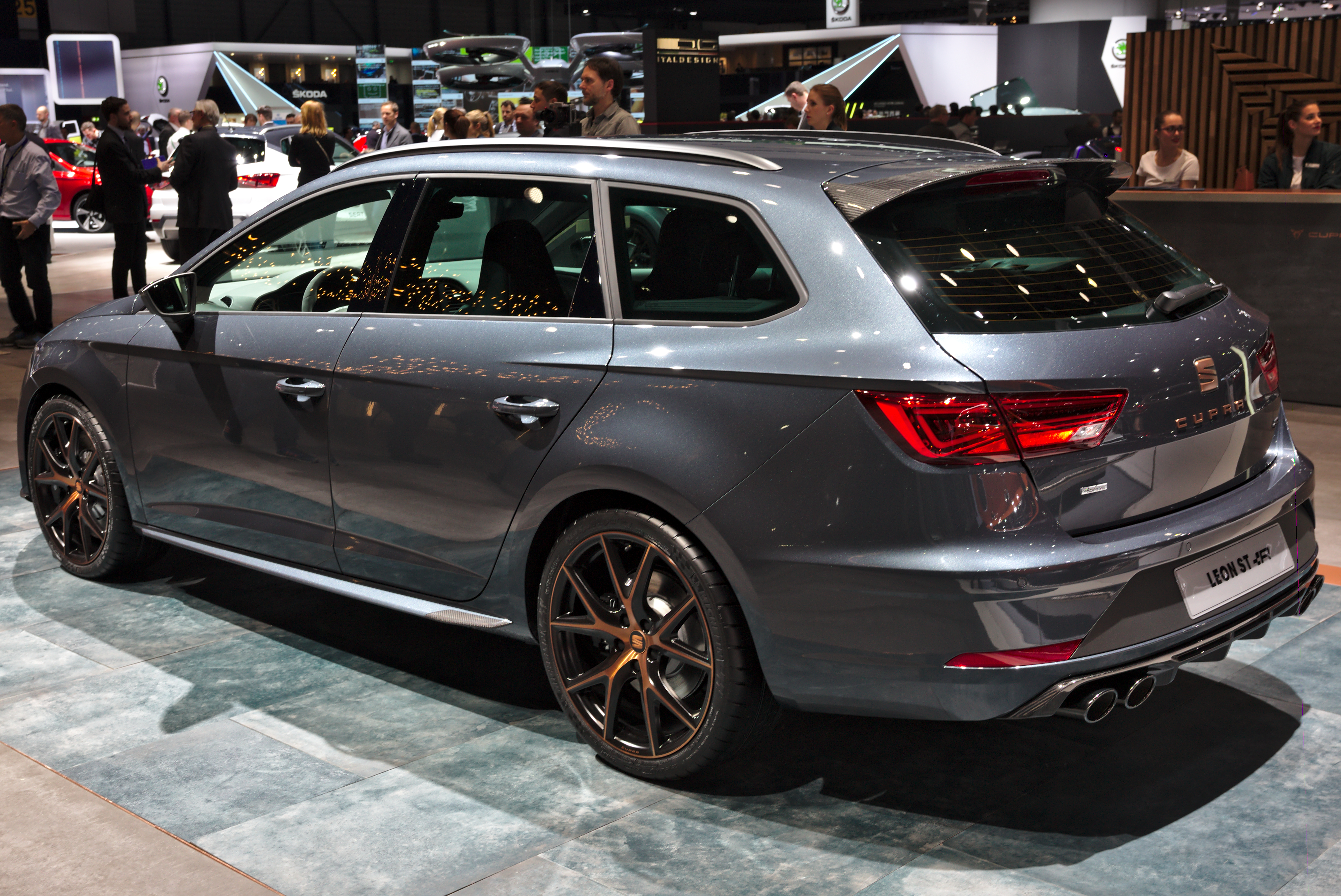
Leon Cupra R ST (2018–2020) Heckansicht

## Technische Daten

### Ottomotoren (1.0 bis 1.8 TSI)
- Alle Angaben beziehen sich auf die fünftürige Variante.

|                                             | 1.0 TSI                         | 1.0 TSI                          | 1.2 TSI                         | 1.2 TSI                          | 1.2 TSI                          | 1.4 TGI                          | 1.4 TSI                          | 1.4 TSI                          | 1.4 TSI                      | 1.4 TSI ACT                       | 1.5 TSI                          | 1.5 TSI                           | 1.5 TGI                          | 1.8 TSI                                 |
| Bauzeitraum                                 | 11/2018–05/2019                 | 05/2015–01/2020                  | 11/2012–05/2018                 | 11/2012–04/2014                  | 03/2014–08/2018                  | 03/2014–08/2018                  | 11/2012–03/2014                  | 04/2014–08/2018                  | 11/2012–03/2014              | 04/2014–08/2018                   | 09/2018–06/2020                  | 09/2018–06/2020                   | 12/2018–01/2020                  | 03/2013–08/2018                         |
| Motorkenndaten                              |                                 |                                  |                                 |                                  |                                  |                                  |                                  |                                  |                              |                                   |                                  |                                   |                                  |                                         |
| Motorkennbuchstaben                         | DKLB                            | CHZD, DKRF                       | CJZA                            | CJZB                             | CYVB                             | CPWA                             | CMBA                             | CZCA                             | CHPA, CPTA                   | CZEA                              | DACA                             | DADA, DPCA                        | DHFA                             | CJSA, CJSB                              |
| Motorbaureihe                               | VW EA211                        | VW EA211                         | VW EA211                        | VW EA211                         | VW EA211                         | VW EA211                         | VW EA211                         | VW EA211                         | VW EA211                     | VW EA211                          | VW EA211 evo                     | VW EA211 evo                      | VW EA211 evo                     | VW EA888                                |
| Nockenwellenantrieb                         | Zahnriemen                      | Zahnriemen                       | Zahnriemen                      | Zahnriemen                       | Zahnriemen                       | Zahnriemen                       | Zahnriemen                       | Zahnriemen                       | Zahnriemen                   | Zahnriemen                        | Zahnriemen                       | Zahnriemen                        | Zahnriemen                       | Steuerkette                             |
| Motorbauart und Zylinderanzahl              | R3-Ottomotor                    | R3-Ottomotor                     | R4-Ottomotor                    | R4-Ottomotor                     | R4-Ottomotor                     | R4-Ottomotor                     | R4-Ottomotor                     | R4-Ottomotor                     | R4-Ottomotor                 | R4-Ottomotor                      | R4-Ottomotor                     | R4-Ottomotor                      | R4-Ottomotor                     | R4-Ottomotor                            |
| Ventile                                     | 12                              | 12                               | 16                              | 16                               | 16                               | 16                               | 16                               | 16                               | 16                           | 16                                | 16                               | 16                                | 16                               | 16                                      |
| Gemischaufbereitung                         | Direkteinspritzung              | Direkteinspritzung               | Direkteinspritzung              | Direkteinspritzung               | Direkteinspritzung               | Direkteinspritzung               | Direkteinspritzung               | Direkteinspritzung               | Direkteinspritzung           | Direkteinspritzung                | Direkteinspritzung               | Direkteinspritzung                | Direkteinspritzung               | Direkteinspritzung                      |
| Motoraufladung                              | Turbolader                      | Turbolader                       | Turbolader                      | Turbolader                       | Turbolader                       | Turbolader                       | Turbolader                       | Turbolader                       | Turbolader                   | Turbolader                        | Turbolader                       | Turbolader                        | Turbolader                       | Turbolader                              |
| Hubraum                                     | 999 cm³                         | 999 cm³                          | 1197 cm³                        | 1197 cm³                         | 1197 cm³                         | 1395 cm³                         | 1395 cm³                         | 1395 cm³                         | 1395 cm³                     | 1395 cm³                          | 1498 cm³                         | 1498 cm³                          | 1498 cm³                         | 1798 cm³                                |
| max. Leistung                               | 63 kW (86 PS) bei 5000–5500/min | 85 kW (115 PS) bei 5000–5500/min | 63 kW (86 PS) bei 4300–5300/min | 77 kW (105 PS) bei 4500–5500/min | 81 kW (110 PS) bei 4600–5600/min | 81 kW (110 PS) bei 4800–6000/min | 90 kW (122 PS) bei 5000–6000/min | 92 kW (125 PS) bei 5000–6000/min | 103 kW (140 PS) bei 5000/min | 110 kW (150 PS) bei 5000–6000/min | 96 kW (130 PS) bei 5000–6000/min | 110 kW (150 PS) bei 5000–6000/min | 96 kW (130 PS) bei 5000–6000/min | 132 kW (180 PS) bei 5100–6200/min       |
| max. Drehmoment                             | 175 Nm bei 1500–3000/min        | 200 Nm bei 2000–3500/min         | 160 Nm bei 1400–3500/min        | 175 Nm bei 1400–4000/min         | 175 Nm bei 1400–4000/min         | 200 Nm bei 1500–3500/min         | 200 Nm bei 1400–4000/min         | 200 Nm bei 1400–4000/min         | 250 Nm bei 1500–3500/min     | 250 Nm bei 1500–3500/min          | 200 Nm bei 1400–4000/min         | 250 Nm bei 1500–3500/min          | 200 Nm bei 1400–4000/min         | 250 Nm bei 1250–5000/min                |
| Kraftübertragung                            |                                 |                                  |                                 |                                  |                                  |                                  |                                  |                                  |                              |                                   |                                  |                                   |                                  |                                         |
| Antrieb, serienmäßig                        | Vorderradantrieb                | Vorderradantrieb                 | Vorderradantrieb                | Vorderradantrieb                 | Vorderradantrieb                 | Vorderradantrieb                 | Vorderradantrieb                 | Vorderradantrieb                 | Vorderradantrieb             | Vorderradantrieb                  | Vorderradantrieb                 | Vorderradantrieb                  | Vorderradantrieb                 | Vorderradantrieb                        |
| Antrieb, optional                           | –                               | –                                | –                               | –                                | –                                | –                                | –                                | –                                | –                            | –                                 | –                                | –                                 | –                                | Allrad (nur X-PERIENCE)                 |
| Hinterachse                                 | Verbundlenkerachse              | Verbundlenkerachse               | Verbundlenkerachse              | Verbundlenkerachse               | Verbundlenkerachse               | Verbundlenkerachse               | Verbundlenkerachse               | Verbundlenkerachse               | Verbundlenkerachse           | Verbundlenkerachse                | Verbundlenkerachse               | Verbundlenkerachse                | Verbundlenkerachse               | Mehrlenkerachse                         |
| Getriebe, serienmäßig                       | 5-Gang-Schaltgetriebe           | 6-Gang-Schaltgetriebe            | 5-Gang-Schaltgetriebe           | 6-Gang-Schaltgetriebe            | 6-Gang-Schaltgetriebe            | 6-Gang-Schaltgetriebe            | 6-Gang-Schaltgetriebe            | 6-Gang-Schaltgetriebe            | 6-Gang-Schaltgetriebe        | 6-Gang-Schaltgetriebe             | 6-Gang-Schaltgetriebe            | 6-Gang-Schaltgetriebe             | 6-Gang-Schaltgetriebe            | 6-Gang-Schaltgetriebe                   |
| Getriebe, optional                          | –                               | 7-Gang-DSG                       | –                               | 7-Gang-DSG                       | –                                | 7-Gang-DSG                       | –                                | –                                | 7-Gang-DSG                   | 7-Gang-DSG                        | –                                | 7-Gang-DSG                        | 7-Gang-DSG                       | 7-Gang-DSG                              |
| Messwerte                                   |                                 |                                  |                                 |                                  |                                  |                                  |                                  |                                  |                              |                                   |                                  |                                   |                                  |                                         |
| Höchstgeschwindigkeit                       | 176 km/h                        | 195 km/h [195 km/h]              | 179 km/h                        | 192 km/h [191 km/h]              | 191 km/h [191 km/h]              | 194 km/h                         | 202 km/h                         | 203 km/h                         | 212 km/h                     | 215 km/h [215 km/h]               | 207 km/h                         | 215 km/h [213 km/h]               | 206 km/h [206 km/h]              | 226 km/h [224 km/h] (221 km/h)          |
| Beschleunigung, 0–100 km/h                  | 11,9 s                          | 9,8 s [10,0 s]                   | 11,8–12,1 s                     | 10,1 s [10,0 s]                  | 9,8–10,2 s [10,0 s]              | 10,9 s                           | 9,3 s                            | 8,9–9,4 s                        | 8,2 s                        | 7,9–8,2 s                         | 9,4 s                            | 8,2 s [8,3 s]                     | 10,1 s [9,9–10,0 s]              | 7,1–7,8 s (7,2 s)                       |
| Leergewicht (EU) in kg                      | 1191                            | 1197–1224 {1180–1203}            | 1188–1247 {1168–1193}           | 1188–1247 {1168–1193}            | 1188–1247 {1168–1193}            | 1359–1421                        | 1269                             | 1233–1263 {1213}                 | 1241–1297 {1223–1243}        | 1241–1297 {1223–1243}             | 1239                             | 1243 {1258}                       | 1301–1374                        | 1310–1372 {1290–1307}                   |
| Kraftstoffverbrauch auf 100 km (kombiniert) | 4,8 l Super                     | 4,8–4,9 l Super [4,8 l Super]    | 5,2 l Super                     | 4,9 l Super [4,8 l Super]        | 4,9 l Super [4,8 l Super]        | 5,3 l Super [3,5 kg Gas]         | 5,2 l Super                      | 5,2 l Super                      | 5,2 l Super                  | 4,7 l Super [4,7 l Super]         | 4,9–5,1 l Super                  | 5,0–5,3 l Super [5,0–5,2 l Super] | 3,5–3,7 kg Gas                   | 5,9 l Super [5,7 l Super] (6,5 l Super) |
| CO2-Emission (kombiniert)                   | 109–110 g/km                    | 109–112 g/km [109 g/km]          | 114 g/km                        | 114 g/km [112 g/km]              | 114 g/km [112 g/km]              | 124 g/km [94 g/km]               | 120 g/km                         | 120 g/km                         | 119 g/km                     | 109 g/km [109 g/km]               | 111–116 g/km                     | 113–120 g/km [113–117 g/km]       | 95–100 g/km                      | 137 g/km [132 g/km]                     |
| Abgasnorm nach EU-Klassifikation            | Euro 6d-TEMP                    | Euro 5/ Euro 6/ Euro 6d-TEMP     | Euro 5/ Euro 6/ Euro 6d-TEMP    | Euro 5/ Euro 6                   | Euro 5/ Euro 6                   | Euro 5/ Euro 6                   | Euro 5/ Euro 6                   | Euro 5/ Euro 6                   | Euro 5/ Euro 6               | Euro 6                            | Euro 6d-TEMP                     | Euro 6d-TEMP                      | Euro 6d-TEMP                     | Euro 5/ Euro 6                          |

- Werte in eckigen […] Klammern gelten für Fahrzeuge mit DSG.
- Werte in runden (..) Klammern gelten für Fahrzeuge mit 4Drive (Allrad).
- Werte in geschweiften {..} Klammern gelten für Fahrzeuge mit drei Türen.

### Ottomotoren (2.0 TSI)
- Alle Angaben beziehen sich auf die fünftürige Variante. Davon ausgenommen ist der Cupra ST 370.

|                                             | 2.0 TSI (OPF)                     | 2.0 TSI Cupra 265                   | 2.0 TSI Cupra 280                   | 2.0 TSI Cupra 290                   | 2.0 TSI Cupra 290 (OPF)           | 2.0 TSI Cupra 300                                      | 2.0 TSI Cupra ST 300 4Drive       | 2.0 TSI Cupra R                   | 2.0 TSI Cupra ST 370 1   |
| Bauzeitraum                                 | 09/2018–05/2019                   | 03/2014–02/2017                     | 03/2014–11/2015                     | 11/2015–02/2017                     | 11/2018–01/2020                   | 02/2017–06/2018                                        | 10/2018–01/2020                   | 11/2017–06/2018                   | 05/2018–01/2020          |
| Motorkenndaten                              |                                   |                                     |                                     |                                     |                                   |                                                        |                                   |                                   |                          |
| Motorkennbuchstaben                         | DKZA                              | CJXE                                | CJXA                                | CJXH                                | DNUC                              | CJXC                                                   | DNUE                              | CJXG                              |                          |
| Motorbaureihe                               | VW EA888                          | VW EA888                            | VW EA888                            | VW EA888                            | VW EA888                          | VW EA888                                               | VW EA888                          | VW EA888                          | VW EA888                 |
| Motorbauart und Zylinderanzahl              | R4-Ottomotor                      | R4-Ottomotor                        | R4-Ottomotor                        | R4-Ottomotor                        | R4-Ottomotor                      | R4-Ottomotor                                           | R4-Ottomotor                      | R4-Ottomotor                      | R4-Ottomotor             |
| Ventile                                     | 16                                | 16                                  | 16                                  | 16                                  | 16                                | 16                                                     | 16                                | 16                                | 16                       |
| Gemischaufbereitung                         | Direkteinspritzung                | Direkteinspritzung                  | Direkteinspritzung                  | Direkteinspritzung                  | Direkteinspritzung                | Direkteinspritzung                                     | Direkteinspritzung                | Direkteinspritzung                | Direkteinspritzung       |
| Motoraufladung                              | Turbolader                        | Turbolader                          | Turbolader                          | Turbolader                          | Turbolader                        | Turbolader                                             | Turbolader                        | Turbolader                        | Turbolader               |
| Hubraum                                     | 1984 cm³                          | 1984 cm³                            | 1984 cm³                            | 1984 cm³                            | 1984 cm³                          | 1984 cm³                                               | 1984 cm³                          | 1984 cm³                          | 1984 cm³                 |
| max. Leistung                               | 140 kW (190 PS) bei 4200–6000/min | 195 kW (265 PS) bei 5350–6600/min   | 206 kW (280 PS) bei 5600–6500/min   | 213 kW (290 PS) bei 5900–6400/min   | 213 kW (290 PS) bei 5400–6500/min | 221 kW (300 PS) bei 5500–6200/min                      | 221 kW (300 PS) bei 5300–6500/min | 228 kW (310 PS) bei 5800–6500/min | 272 kW (370 PS)          |
| max. Drehmoment                             | 320 Nm bei 1500–4100/min          | 350 Nm bei 1700–5300/min            | 350 Nm bei 1700–5600/min            | 350 Nm bei 1700–5800/min            | 380 Nm bei 1950–5300/min          | 380 Nm bei 1800–5500/min                               | 400 Nm bei 2000–5200/min          | 380 Nm bei 1800–5700/min          | 460 Nm bei 1800–5500/min |
| Kraftübertragung                            |                                   |                                     |                                     |                                     |                                   |                                                        |                                   |                                   |                          |
| Antrieb, serienmäßig                        | Vorderradantrieb                  | Vorderradantrieb                    | Vorderradantrieb                    | Vorderradantrieb                    | Vorderradantrieb                  | Vorderradantrieb                                       | Allrad                            | Vorderradantrieb                  | Allrad                   |
| Antrieb, optional                           | –                                 | –                                   | –                                   | –                                   | –                                 | Allrad                                                 | –                                 | –                                 | –                        |
| Hinterachse                                 | Mehrlenkerachse                   | Mehrlenkerachse                     | Mehrlenkerachse                     | Mehrlenkerachse                     | Mehrlenkerachse                   | Mehrlenkerachse                                        | Mehrlenkerachse                   | Mehrlenkerachse                   | Mehrlenkerachse          |
| Getriebe, serienmäßig                       | 7-Gang-DSG                        | 6-Gang-Schaltgetriebe               | 6-Gang-Schaltgetriebe               | 6-Gang-Schaltgetriebe               | 7-Gang-DSG                        | 6-Gang-Schaltgetriebe                                  | 7-Gang-DSG                        | 6-Gang-Schaltgetriebe             | 6-Gang-DSG               |
| Getriebe, optional                          |                                   | 6-Gang-DSG                          | 6-Gang-DSG                          | 6-Gang-DSG                          | –                                 | 6-Gang-DSG                                             | –                                 | –                                 | –                        |
| Messwerte                                   |                                   |                                     |                                     |                                     |                                   |                                                        |                                   |                                   |                          |
| Höchstgeschwindigkeit                       | 232 km/h                          | 250 km/h                            | 250 km/h                            | 250 km/h                            | 250 km/h                          | 250 km/h                                               | 250 km/h                          | 250 km/h                          | 265 km/h                 |
| Beschleunigung, 0–100 km/h                  | 7,2 s                             | 5,9 s [5,8 s]                       | 5,8 s [5,7 s]                       | 5,7 s [5,6 s]                       | 6,0 s                             | 5,7 s [5,6 s] (4,9 s)                                  | 4,9 s                             | 5,8 s                             | 4,5 s                    |
| Leergewicht (EU) in kg                      | 1344                              | 1395–1466 {1375–1395}               | 1395–1466 {1375–1395}               | 1395–1466 {1375–1395}               | 1431                              | 1395–1545 {1375–1395}                                  | 1557                              | 1453                              | 1582                     |
| Kraftstoffverbrauch auf 100 km (kombiniert) | 5,7–6,3 l Super                   | 6,7 l Super Plus [6,6 l Super Plus] | 6,7 l Super Plus [6,6 l Super Plus] | 6,7 l Super Plus [6,6 l Super Plus] | 6,5 l Super Plus                  | 6,9 l Super Plus [6,8 l Super Plus] (7,2 l Super Plus) | 7,1 l Super Plus                  | 7,3 l Super Plus                  | 7,2 l Super Plus         |
| CO2-Emission (kombiniert)                   | 132–144 g/km                      | 152 g/km [149 g/km]                 | 152 g/km [149 g/km]                 | 152 g/km [149 g/km]                 | 149 g/km                          | 158 g/km [156 g/km] (164 g/km)                         | 161 g/km                          | 170 g/km                          | 164 g/km                 |
| Abgasnorm nach EU-Klassifikation            | Euro 6d-TEMP                      | Euro 5/ Euro 6                      | Euro 5/ Euro 6                      | Euro 6                              | Euro 6d-TEMP                      | Euro 6/ Euro 6d-TEMP                                   | Euro 6d-TEMP                      | Euro 6                            | Euro 6                   |

- Werte in eckigen […] Klammern gelten für Fahrzeuge mit DSG.
- Werte in geschweiften {..} Klammern gelten für Fahrzeuge mit drei Türen.
- Werte in runden (..) Klammern gelten für Fahrzeuge mit 4Drive (Allrad).

### Dieselmotoren
- Alle Angaben beziehen sich auf die fünftürige Variante.

|                                             | 1.6 TDI                                            | 1.6 TDI                                            | 1.6 TDI                                            | 1.6 TDI ECOMOTIVE                                  | 1.6 TDI                                            | 2.0 TDI                                            | 2.0 TDI                                            | 2.0 TDI                                            |                       |
| Bauzeitraum                                 | 11/2012–05/2015                                    | 11/2012–05/2015                                    | 05/2015–11/2016                                    | 09/2013–11/2016                                    | 11/2016–01/2020                                    | 11/2012–03/2015                                    | 03/2015–01/2020                                    | 03/2013–08/2019                                    |                       |
| Motorkenndaten                              |                                                    |                                                    |                                                    |                                                    |                                                    |                                                    |                                                    |                                                    |                       |
| Motorkennbuchstaben                         | CLHB                                               | CLHA                                               | CXXB                                               | CRKB, DBKA                                         | DDYA                                               | CRBC, CKFC                                         | CRMB                                               | CUPA, CUNA                                         |                       |
| Motorbaureihe                               | VW EA288                                           | VW EA288                                           | VW EA288                                           | VW EA288                                           | VW EA288                                           | VW EA288                                           | VW EA288                                           | VW EA288                                           |                       |
| Motortype                                   | Reihenbauart, Common-Rail, Dieselrußpartikelfilter | Reihenbauart, Common-Rail, Dieselrußpartikelfilter | Reihenbauart, Common-Rail, Dieselrußpartikelfilter | Reihenbauart, Common-Rail, Dieselrußpartikelfilter | Reihenbauart, Common-Rail, Dieselrußpartikelfilter | Reihenbauart, Common-Rail, Dieselrußpartikelfilter | Reihenbauart, Common-Rail, Dieselrußpartikelfilter | Reihenbauart, Common-Rail, Dieselrußpartikelfilter |                       |
| Zylinder/Ventile                            | 4/16                                               | 4/16                                               | 4/16                                               | 4/16                                               | 4/16                                               | 4/16                                               | 4/16                                               | 4/16                                               |                       |
| Gemischaufbereitung                         | Direkteinspritzung                                 | Direkteinspritzung                                 | Direkteinspritzung                                 | Direkteinspritzung                                 | Direkteinspritzung                                 | Direkteinspritzung                                 | Direkteinspritzung                                 | Direkteinspritzung                                 |                       |
| Motoraufladung                              | Turbolader                                         | Turbolader                                         | Turbolader                                         | Turbolader                                         | Turbolader                                         | Turbolader                                         | Turbolader                                         | Turbolader                                         |                       |
| Hubraum                                     | 1598 cm³                                           | 1598 cm³                                           | 1598 cm³                                           | 1598 cm³                                           | 1598 cm³                                           | 1968 cm³                                           | 1968 cm³                                           | 1968 cm³                                           |                       |
| max. Leistung                               | 66 kW (90 PS) bei 2750–4800/min                    | 77 kW (105 PS) bei 3000–4000/min                   | 81 kW (110 PS) bei 3250–4000/min                   | 81 kW (110 PS) bei 3200–4000/min                   | 85 kW (115 PS) bei 3250–4000/min                   | 110 kW (150 PS) bei 3500–4000/min                  | 110 kW (150 PS) bei 3500–4000/min                  | 135 kW (184 PS) bei 3500–4000/min                  |                       |
| max. Drehmoment                             | 230 Nm bei 1400–2750/min                           | 250 Nm bei 1500–2750/min                           | 250 Nm bei 1500–3000/min                           | 250 Nm bei 1500–3000/min                           | 250 Nm bei 1500–3250/min                           | 320 Nm bei 1750–3000/min                           | 340 Nm bei 1750–3000/min                           | 380 Nm bei 1750–3000/min                           |                       |
| Kraftübertragung                            |                                                    |                                                    |                                                    |                                                    |                                                    |                                                    |                                                    |                                                    |                       |
| Antrieb, serienmäßig                        | Vorderradantrieb                                   | Vorderradantrieb                                   | Vorderradantrieb                                   | Vorderradantrieb                                   | Vorderradantrieb                                   | Vorderradantrieb                                   | Vorderradantrieb                                   | Vorderradantrieb                                   |                       |
| Antrieb, optional                           | –                                                  | –                                                  | Allrad (1)                                         | Allrad (1)                                         | –                                                  | Allrad                                             | Allrad                                             | Allrad                                             |                       |
| Hinterachse                                 | Verbundlenkerachse                                 | Verbundlenkerachse                                 | Verbundlenkerachse                                 | Verbundlenkerachse                                 | Verbundlenkerachse                                 | Verbundlenkerachse                                 | Verbundlenkerachse                                 | Mehrlenkerachse                                    |                       |
| Getriebe, serienmäßig                       | 5-Gang-Schaltgetriebe                              | 5-Gang-Schaltgetriebe                              | 5-Gang-Schaltgetriebe                              | 6-Gang Schaltgetriebe                              | 5-Gang-Schaltgetriebe                              | 6-Gang Schaltgetriebe                              | 6-Gang Schaltgetriebe                              | 6-Gang Schaltgetriebe                              | 6-Gang Schaltgetriebe |
| Getriebe, optional                          | –                                                  | 7-Gang-DSG                                         | 7-Gang-DSG                                         | –                                                  | 7-Gang-DSG                                         | 6-Gang-DSG                                         | 6-Gang-DSG seit 2018: 7-Gang-DSG                   | 6-Gang-DSG seit 2018: 7-Gang-DSG                   |                       |
| Messwerte                                   |                                                    |                                                    |                                                    |                                                    |                                                    |                                                    |                                                    |                                                    |                       |
| Höchstgeschwindigkeit                       | 178 km/h                                           | 192 km/h [191 km/h]                                | 194 km/h [194 km/h]                                | 197 km/h                                           | 197 km/h [197 km/h]                                | 215 km/h [211 km/h] (208 km/h)                     | 215 km/h [211 km/h] (208 km/h)                     | 228 km/h [226 km/h] (224 km/h)                     |                       |
| Beschleunigung, 0–100 km/h                  | 12,6 s                                             | 10,7 s [10,7 s]                                    | 10,5 s [10,5 s]                                    | 10,5 s                                             | 9,8 s [9,8 s]                                      | 8,4 s                                              | 8,4 s                                              | 7,5 s (7,1 s)                                      |                       |
| Kraftstoffverbrauch auf 100 km (kombiniert) | 4,1 l Diesel                                       | 3,8 l Diesel [3,9 l Diesel]                        | 3,8 l Diesel [3,8 l Diesel]                        | 3,3 l Diesel                                       | 4,0 l Diesel [4,1 l Diesel]                        | 4,3 l Diesel [4,5 l Diesel]                        | 4,3 l Diesel [4,5 l Diesel]                        | 4,5 l Diesel [4,6 l Diesel]                        |                       |
| CO2-Emission (kombiniert)                   | 108 g/km                                           | 99 g/km [102 g/km]                                 | 99 g/km [99 g/km]                                  | 87 g/km                                            | 105 g/km [108 g/km]                                | 110 g/km [117 g/km]                                | 110 g/km [117 g/km]                                | 118 g/km [120 g/km]                                |                       |
| Abgasnorm nach EU-Klassifikation            | Euro 5                                             | Euro 5                                             | Euro 6                                             | Euro 5/ Euro 6                                     | Euro 6/ Euro 6d-TEMP                               | Euro 5                                             | Euro 6/ Euro 6d-TEMP                               | Euro 5/ Euro 6                                     |                       |

- Werte in eckigen […] Klammern gelten für Fahrzeuge mit DSG.
- Werte in runden (..) Klammern gelten für Fahrzeuge mit 4Drive (Allrad).

## Produktionszahlen Leon
Zwischen 2012 und 2020 wurden ca. 1.093.000 Seat Leon III hergestellt.
| Jahr       | 2012            | 2013    | 2014    | 2015    | 2016    | 2017    | 2018    | 2019    | 2020             | Summe         |
| ---------- | --------------- | ------- | ------- | ------- | ------- | ------- | ------- | ------- | ---------------- | ------------- |
| Leon       | 71.295 ca.6.300 | 114.568 | 157.087 | 169.455 | 163.228 | 163.306 | 159.486 | 153.837 | 111.904 ca.6.000 | ca. 1.093.000 |
| Cupra Leon |                 |         |         |         |         |         |         |         | 12.419           |               |